# 12802 Хаґіно
12802 Хаґіно (12802 Hagino) — астероїд головного поясу, відкритий 15 грудня 1995 року.
Тіссеранів параметр щодо Юпітера — 3,498.